# Ribon no Kishi (manga)
Ribon no Kishi (リボンの騎士 lit. «El caballero del lazo»?), más conocida como La princesa caballero, es una serie de manga escrita y dibujada por Osamu Tezuka. Trata las aventuras de una joven llamada Zafiro, la princesa del reino de Silverland, que debe hacerse pasar por chico para que el trono no caiga en manos del malvado Duque Duralmin. Zafiro ha nacido por error con dos corazones, uno azul y otro rosa, debido a la travesura de un querubín llamado Tink que termina convirtiéndose en su aliado.
La obra ha sido serializada desde 1953 hasta 1956 en la revista Shōjo Club de Kōdansha, después de que un editor contactase con Tezuka para encargarle una serie dirigida a las mujeres, y en 1963 fue reeditada en la revista Nakayoshi con una ampliación de la historia. A raíz de su popularidad ha contado con secuelas, películas y una adaptación a anime de 52 episodios, a cargo del estudio Mushi Production, que se estrenó en la cadena Fuji TV entre 1967 y 1968 y que fue conocida en España bajo el título de Chopy y la Princesa.
La princesa caballero está considerada una de las obras más importantes de la trayectoria de Tezuka. Dentro del shōjo, que hasta entonces estaba asociado a historietas cómicas o educativas, supuso un cambio radical al adaptar una narrativa visual y fluida que sienta las bases del género. Además, la valentía de Zafiro y su destreza como espadachina han servido de inspiración para obras posteriores como La rosa de Versalles y Utena, la chica revolucionaria.

## Argumento

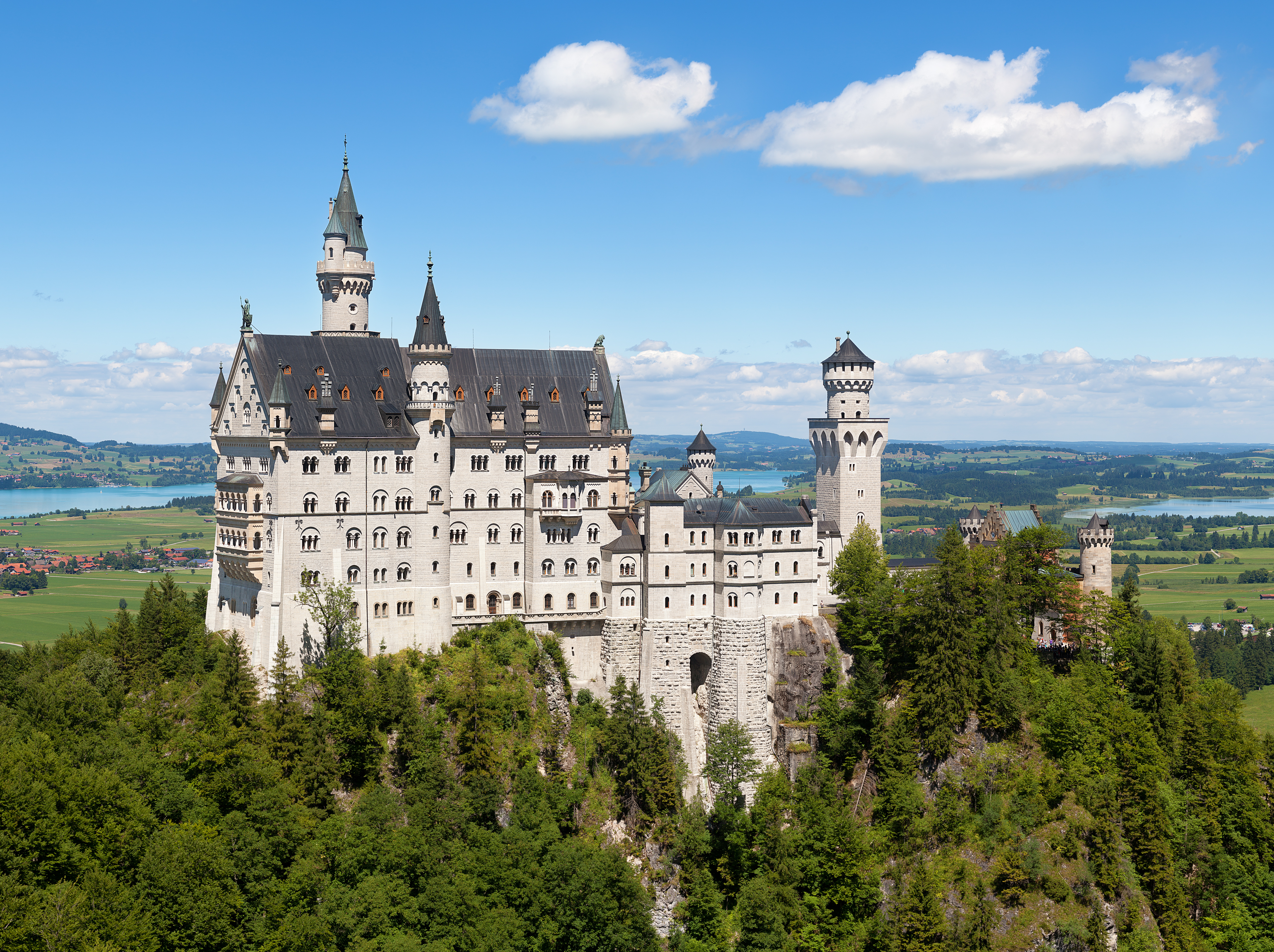
Silverland está ambientado en los reinos europeos y la literatura occidental. En la imagen, el castillo de Neuschwanstein.

La primera escena tiene lugar en el cielo, donde los ángeles asignan el sexo a los bebés que van a nacer mediante la entrega de corazones: el azul les convierte en niños valientes y el rosa en niñas gráciles. Un travieso querubín llamado Tink hace que una de las niñas se trague un corazón azul cuando estaba predestinada a convertirse en chica, por lo que nace con dos corazones por error. Como castigo, Dios le retira las alas a Tink y le envía a la Tierra con la misión de quitarle el corazón sobrante.
La niña que nace con dos corazones es Zafiro, la joven princesa del reino de Silverland. Debido a que las mujeres no pueden gobernar, los reyes anuncian a sus súbditos que han tenido un varón y evitan así que el trono pueda ser reclamado por el siguiente en la línea sucesoria, el malvado Duque Duralmin. Al tener los dos corazones, Zafiro aparece como un príncipe para guardar las apariencias y es criada como tal, destacando por su sentido de la justicia y su destreza en el combate. Sin embargo, solo puede mostrarse como mujer ante su círculo íntimo o bien bajo identidades falsas. Los deseos de ser tal y como es crecen cuando ve al príncipe Franz Charming, del vecino reino de Goldland, quien se enamora de ella al conocerla disfrazada de doncella. En todo ese tiempo Tink tratará de convencer a Zafiro para que entregue el corazón azul y se quede solo con el rosa, pero ella se niega.
Conforme transcurre la serie, el duque Duralmin y su secuaz, el Conde Nailon, intentan demostrar por todos los medios que Zafiro es en realidad una chica. Después de desvelar la realidad en la ceremonia de coronación, Zafiro y su madre son arrestadas pero la protagonista consigue escapar por sus propios medios, enfrentándose a la guardia real como un caballero enmascarado. Durante ese tiempo Duralmin impone la coronación de su hijo Plástico para instaurar un gobierno títere.
Zafiro intenta regresar a Silverland para recuperar el trono con la ayuda de Tink y Franz. En su periplo tendrá que enfrentarse a fuerzas demoníacas que quieren arrebatarle el corazón rosa, a las tretas de Duralmin y Nailon para no ser derrocados, y a la irrupción de una diosa, Venus, que quiere acabar con Zafiro porque está enamorada del príncipe. Al final de la obra, Zafiro y Franz se prometen en matrimonio y ella vuelve al trono como una mujer ante sus súbditos, por lo que Tink recupera las alas de ángel.

## Personajes
La protagonista de La princesa caballero es Zafiro, la joven princesa del reino de Silverland, quien ha nacido con dos corazones —uno de chico y otro de chica— por culpa de la travesura del ángel Tink. Debido a que las leyes del reino no permiten que las mujeres puedan heredar el trono, ha sido criada como un príncipe y debe hacerse pasar por hombre ante sus súbditos, pero ella quiere mostrarse al mundo como la mujer que es. Se trata también de una experta espadachina, valiente y resolutiva. A lo largo de los capítulos se enamora de Franz Charming, el príncipe del reino vecino de Goldland que conoce a Zafiro cuando está disfrazada, por lo que ignora su identidad real durante buena parte de la historia.
El mayor aliado de Zafiro es Tink, un ángel caído que ha sido enviado a la Tierra para quitarle el corazón azul que él le hizo engullir antes de nacer. A pesar de su carácter travieso es un ser bondadoso que no duda en ayudar a la protagonista cuando está en apuros. Es capaz de comunicarse con los animales y, como enviado de Dios, resulta muy poderoso ante las fuerzas demoníacas.
Dentro del reino de Silverland, los antagonistas son el duque Duralmin y su tramposo ayudante, el Conde Nailon. Al conocer que Zafiro es una mujer, Duralmin prepara un plan para destronarla y controlar el reino de Silverland a través de su hijo Plastic, un chico inmaduro que no muestra ningún interés en ser rey para desesperación de su padre. Los personajes demoníacos son distintos según la versión. El manga de 1953 recoge como enemigo a Mefistófeles, un demonio que quiere arrebatar el corazón rosa de Zafiro para entregárselo a su hija Hécate, quien no quiere convertirse en princesa e incluso se convierte en una aliada inesperada de la protagonista. En la versión de 1963, Tezuka modificó el diseño de Hécate y el demonio es reemplazado por una bruja, la Dama Hell, casada con un diablo conocido como Conde Devil.

## Historia

### Contexto
A comienzos de la década de 1950, las publicaciones shōjo incluían numerosos cuentos e historias para niñas de primaria, pero contenían menos manga que las revistas para chicos. El formato más popular para las historias serializadas eran las «ficciones ilustradas» (emonogatari), consistentes en cuentos acompañados por una o varias ilustraciones que refuerzan el contenido sin necesidad de globos o bocadillos. Dentro del shōjo ya había mangakas pioneros como Katsuji Matsumoto —Nazo no clover, Kurukuru Kurumi-chan— y Shōsuke Kuragane —Anmitsu Hime— entre otros, pero se considera que La princesa caballero sienta las bases del shōjo como género de manga.
En el momento de la publicación de La princesa caballero, Osamu Tezuka ya era un mangaka consagrado por el éxito de Jungle Taitei (1950) y Astroboy (1952). Ese mismo año había aceptado el encargo de un editor de Kōdansha para crear un manga en la revista femenina Shōjo Club, por lo que durante un tiempo compaginó la publicación de la nueva serie con Astroboy. El autor ya había dibujado antes dos historietas autoconclusivas para chicas: Mori no shikenshi («Los cuatro espadachines del bosque», 1948) y Kiseki no mori no monogatari («Historia del bosque milagroso», 1949).

### Influencias

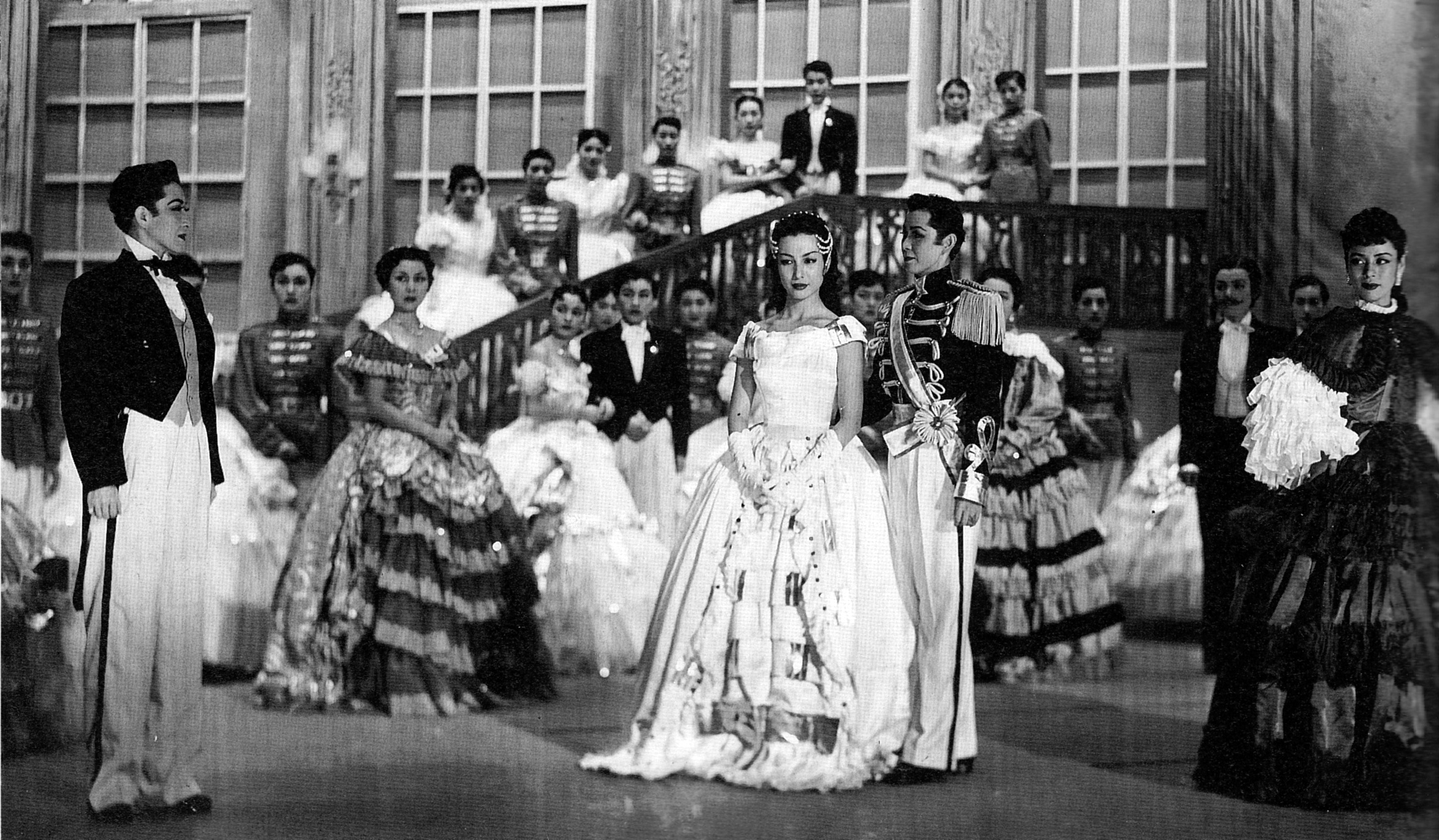
Representación de Kimi no na wa (1954) por la compañía teatral de Takarazuka.

La principal inspiración del autor fue una compañía teatral, Takarazuka Revue, que estaba compuesta íntegramente por mujeres. Tezuka se había criado en Takarazuka y su madre era seguidora del elenco, por lo que ya estaba familiarizado con el estilo de sus obras. Las actrices de esta compañía se dividen entre las que interpretan papeles masculinos (otokoyaku) y femeninos (musumeyaku), algo que inspiró la creación del personaje de Zafiro.
El diseño de la protagonista estaba basado en una famosa actriz japonesa de la época, Chikage Awashima, que había comenzado su carrera en Takarazuka y ya había interpretado a una princesa disfrazada de hombre en Dansō no reijin. Otra actriz del elenco, Yachiyo Kasugano, sirvió para modelar al príncipe Franz, y el ángel Tink está inspirado en la interpretación de Nobuko Otowa como Puck en El sueño de una noche de verano.
Con el concepto ya definido, Tezuka construyó una historia ambientada en un reino europeo con elementos de la literatura occidental, el cristianismo, la mitología griega y los cuentos de hadas. El estilo de dibujo estaba influido por la animación de Disney, de la que Tezuka era un gran admirador, y es especialmente notable en el diseño de los personajes infantiles y en el de los animales. También pueden apreciarse aspectos de las películas de Errol Flynn y El Zorro en los combates con espadas, y de Los cuentos de Hoffmann en la construcción de los escenarios.

### Temática
La princesa caballero aborda un concepto propio de la sociedad japonesa, el honne y tatemae. El honne se refiere a los sentimientos reales, mientras que el tatemae (lit. «fachada») es la conducta que esa misma persona demuestra en público de acuerdo a las circunstancias o a su posición. Este aspecto es importante para explicar el comportamiento de Zafiro ante las expectativas de los padres: debido a que las mujeres no pueden heredar el trono del reino, Zafiro debe mostrarse como príncipe ante sus súbditos. Pero también sucede con otros personajes secundarios como Hécate, quien rechaza el corazón rosa de Zafiro porque no quiere ser una princesa, o Plastic, el hijo del Duque Duralmin que se aburre al frente del reino por las responsabilidades que conlleva.
Otro elemento interesante es la interpretación del género. Al haber nacido con dos corazones, la princesa Zafiro tiene comportamientos tradicionalmente asociados a los hombres y a las mujeres. De cara al público debe hacerse pasar por príncipe y comportarse como su pueblo cree que debe ser un hombre, pero en su círculo interno se expresa como la mujer que realmente es y sus padres se dirigen a ella con pronombres femeninos. En el momento de nacer, el doctor de la corte aumenta la confusión al pronunciar mal el género del bebé, por lo que los guardias no saben si ha dicho «príncipe» (皇子 ōji?) o «princesa» (皇女 ōjo?). Teniendo en cuenta que la obra se publicó en la década de 1950, representaba en su momento una ruptura del arquetipo tradicional de la feminidad y cuestionaba la dicotomía entre hombres y mujeres, pero al mismo tiempo mostraba situaciones que reforzaban los roles de género de la época.

## Contenido de la obra

### Manga
La editorial Kōdansha comenzó a publicar La princesa caballero en enero de 1953 en la revista Shōjo Club, en capítulos de cuatro páginas en color, hasta enero de 1956. La obra fue recopilada en dos tomos tankōbon. Entre enero y junio de 1958, Tezuka se ocupó también de una secuela en la revista Nakayoshi, titulada Futago no kishi («Los gemelos caballeros»), que estaba protagonizada por los hijos de Zafiro y Franz. Aunque la revista la publicó como una continuación de La princesa caballero, en realidad se trata de una serie independiente.
En 1963, Tezuka publicó una actualización de La princesa caballero en la revista Nakayoshi desde enero de 1963 hasta octubre de 1966, en blanco y negro, que se ha convertido en la versión más conocida de la obra. El autor hizo retoques en el dibujo y amplió la trama con nuevos personajes: el malvado demonio Mefistófeles fue reemplazado por la Dama Hell, con un diseño muy similar al de Maléfica, y se añadió también una trama con el pirata Blood, otro aliado que resulta ser el hermanastro de Franz Charming. La versión de 1963 ha sido recopilada en tres tomos tankōbon y reeditada en formato kanzenban; en España ha sido publicada por Glénat y Planeta con la traducción de Marc Bernabé.
Hubo una cuarta versión de La princesa caballero para la revista Shōjo Friend en 1967, coincidiendo con el estreno del anime, con una nueva historia escrita por Tezuka y dibujada por Kitano Hideaki, un animador de Mushi Production. Esa serie fue cortada a los siete capítulos y se recopiló en un volumen único.

### Anime
La princesa caballero cuenta con adaptación a anime de 52 epsidios, estrenada en Japón por la red de canales de Fuji TV desde el 2 de abril de 1967 hasta el 7 de abril de 1968. La animación corrió a cargo del estudio Mushi Production y tuvo a Osamu Tezuka como productor ejecutivo a través de Tezuka Productions. Un año antes del estreno se había producido un episodio piloto de veintiséis minutos que nunca llegó a ser emitido en televisión, pero que se ha incluido como extra en las reediciones en DVD y Blu-Ray.
Aunque parte de la misma premisa que el manga de 1963, el anime desarrolla un argumento distinto y convierte al Conde Nailon en el principal antagonista, pues quiere hacerse con el reino a través de una alianza con una organización demoníaca, la Unidad X.
A nivel internacional, la cadena NBC tuvo la opción de comprar la serie como emisora de Astroboy, pero la rechazó porque creían que el género de Zafiro podría llevar a malinterpretaciones. En 1970 el animador Joe Oriolo —Casper, El gato Félix— se hizo con los derechos de emisión internacionales y la renombró como Choppy and the Princess (lit: «Choppy y la princesa») para dar mayor protagonismo al ángel. Hubo dos doblajes en español: uno para América Latina, donde el ángel pasó a llamarse Cachito, y otra para España donde se adaptó como Chopy.
En España, el anime se emitió por TVE-1 en la década de 1980 —en español y catalán— y por Tele 5 a comienzos de los años 1990.

## Recepción

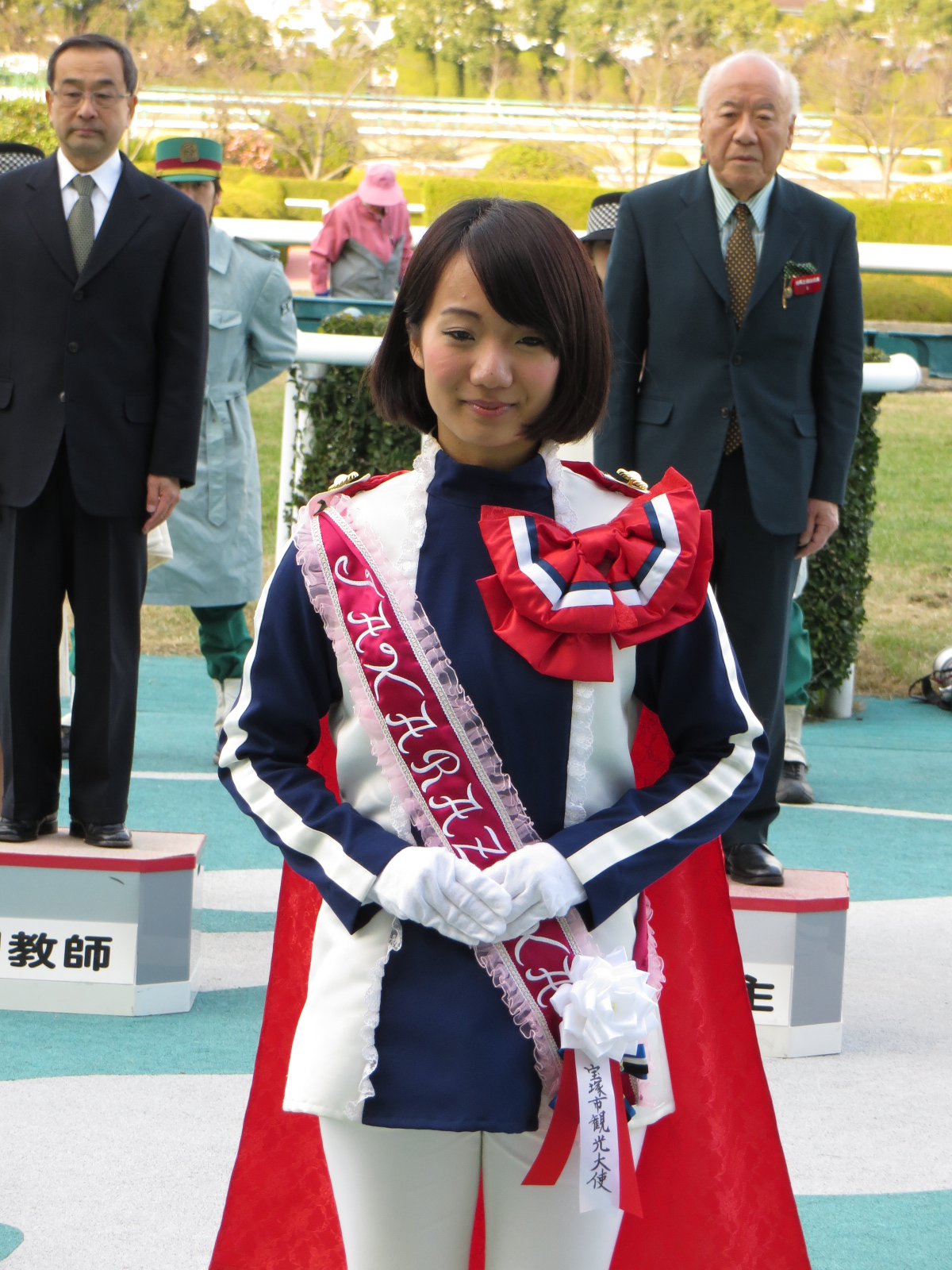
Disfraz de La princesa caballero en un acto oficial en Takarazuka.

La princesa caballero es la primera serie en la que Osamu Tezuka adapta la estructura narrativa y cinemática de su obra al público femenino. La obra cambió el concepto existente en el manga shōjo, hasta entonces asociado a historietas cómicas o educativas, para adaptar un formato narrativo que sentó las bases de la industria, llegando incluso a ser definida como la obra pionera del género. También estableció una serie de convenciones como el romance, la idealización de Occidente desde una perspectiva japonesa, y la androginia de algunos personajes. Otras obras emblemáticas del shōjo, como La rosa de Versalles y Utena, la chica revolucionaria, se han visto muy influidas por este título y por el concepto del otokoyaku aplicado a la creación de una heroína femenina. No obstante, el estilo de dibujo asociado al shōjo contemporáneo no fue desarrollado por Tezuka, sino por autores posteriores como Macoto Takahashi y Shōtarō Ishinomori.